# Saggio sulle favole e sulla loro storia
Saggio sulle favole e sulla loro storia (Essai sur les fables et sur leur histoire) è un'opera dell'astronomo e letterato francese Jean Sylvain Bailly. Pubblicata postuma nel 1798, essa fornisce nuove prove alle ipotesi dello stesso Bailly (riprese, almeno parzialmente, dal medico e letterato svedese Olaus Rudbeck) sulla presunta origine nordica della cultura scientifica e mitica.

## Contenuto generale
Il Saggio sulle favole fu scritto da Bailly tra il 1781 e il 1782, come continuazione più squisitamente letteraria dei suoi studi, già incominciati con l'Histoire de l'astronomie ancienne del 1775 e con le Lettres a Voltaire (ovvero le Lettres sur l'origine des sciences del 1777 e le Lettres sur l'Atlantide de Platon del 1779). Se gli altri testi erano rivolti più alla dimostrazione della presunta origine nordica delle scienze e utilizzavano le attestazioni mitiche come presunte prove, in quest'opera Bailly si concentra soprattutto proprio sulla comune genesi delle mitologie favolistiche dei popoli settentrionali e meridionali dell'emisfero boreale. L'opera è costituita da due volumi, ognuno organizzato in dieci capitoli; ognuno dei venti capitoli dell'opera è costituito da una lettera indirizzata da Bailly alla scrittrice e poetessa Anne-Marie du Boccage.
Bailly si era già proposto in precedenti opere di dimostrare che antichissimi sconosciuti popoli del Nord (che Bailly reputava essere i mitici Atlantidei iperborei) furono i «maestri universali della mitologia e della scienza». Furono loro, secondo l'autore francese, a dispensare le conoscenze scientifiche e la cultura mitica agli altri popoli antichi (come ad esempio gli indiani, i cinesi, i caldei e i greci) muovendosi mano a mano da nord verso sud.

### Significato del termine "favola"
Il termine francese «fable», usato da Bailly, deriva dal termine latino "fabula", derivante a sua volta dal verbo "far, faris" = dire, raccontare. Il termine latino «fabula» indicava in origine una narrazione di fatti inventati, spesso di natura leggendaria e/o mitica. Va infatti specificato che con il termine favola, dai primi secoli d.C. fino alla fine del XVIII secolo, si qualificarono anche — e soprattutto — i miti. Nel suo Saggio sulle favole, infatti, Bailly fa riferimento come «fables» proprio alle antiche leggende mitiche, soprattutto d'origine greca e romana, che non hanno nulla a che fare col significato odierno del termine, legato invece al genere "favolistico" esopico e a quello di Fedro, costituiti da brevi racconti narrativi, narrati in versi o in prosa, a carattere morale.